# Amata magrettii
Amata magrettii is een vlinder uit de familie spinneruilen (Erebidae), onderfamilie beervlinders (Arctiinae). De wetenschappelijke naam van de soort werd in 1937 gepubliceerd door Berio.
Deze vlinder komt voor in tropisch Afrika.